# ذكرى (مغنية)
ذكرى بنت محمد الدالي (16 سبتمبر 1966  - 28 نوفمبر 2003)، مغنية تونسية راحلة، بدأت مشوارها الفني عام 1980، تميزت بغنائها بالعديد من اللهجات العربية، وشاركت في العديد من المهرجانات المختلفة، قدمت العديد من الألبومات الغنائية والأغاني الفردية، أصدرت خلال مسيرتها الفنية 16 ألبوم أولها كان عام 1995 بعنوان (وحياتي عندك) من إنتاج جولدن كاسيت. تركت ذكرى بعد وفاتها إرثًا كبيرًا من الأغاني الجميلة وشكلت وفاتها المفاجئة صدمة كبيرة لمحبيها في العالم العربي.
صدر لها بعد وفاتها ألبوم غنائي بعنوان "وتبقى ذكرى" من إنتاج شركة فنون الجزيرة للإنتاج والتوزيع، ضم الألبوم 7 أغاني لمجموعة بارزة من الشعراء (منهم الشيخ صباح الناصر الصباح والامير سعود بن محمد الفيصل وغيرهم). وكانت ذكرى سجلت هذه الاعمال بداية عام 2002 في استوديوهات القاهرة مع الملحنين ناصر الصالح، فهد الناصر، يحيى عمر وأعادت شركة فنون الجزيرة إصدار هذه الأغاني تخليدا لذكراها.

## طفولتها وتعليمها
ولدت ذكرى في مدينة المرسى في تونس وكان ترتيبها السابع بين اشقائها الثمانية، لها خمسة اخوات وثلاثة اخوة، انضمت للمدرسة الابتدائية في وادي الليل وبعدها انتقلت إلى ابتدائية الخازندار وأكملت تعليمها. بدأت الغناء أثناء وجودها في المدرسة وكان والدها يشجعها على الغناء على العكس من والدتها التي لم تتقبل فكرة أن تكون مغنية. بعد وفاة والدها بدأت والدتها بدعمها كما فعل جميع أشقائها.
صرحت ذكرى في لقاء تلفزيوني مع الإعلامي مصطفى ياسين في برنامج (نجوم لا يعرفها احد) الذي عرض عام 2001 بأن "ذكرى" هو اسمها الحقيقي، وأن سبب تسميتها بهذا الاسم هو أن والدها كان يعمل في الحرس الوطني، وصادف شهر ميلادها الذكرى 11 لتأسيس الحرس الوطني، فسماها ذكرى.

## مسيرتها الفنية
في سنة 1980 شاركت ذكرى في برنامج المسابقات «بين المعاهد» بأغنية «أسأل عليا» لليلى مراد وهي نفس الأغنية التي شاركت بها بعد ذلك ببرنامج الهواة «فن ومواهب» وأحب الحكام صوتها وفازت بالجائزة الكبرى في النهائي يوم 23 يوليو 1983 بأداء مبهر ورائع لأغنية «الرضى والنور» لأم كلثوم. فانتبه لصوتها الملحن التونسي عز الدين العياشي وذلك كان تذكرة دخولها لكورال البرنامج.
في سنة 1983 سجّلت ذكرى أول أغنية لحنها عز الدين العياشي خصيصاً لها وهي «يا هوايا»، وفي نفس العام أدت أول حفلة في مهرجان قرطاج بتونس، انضمت بعدها إلى فرقة الإذاعة والتلفزة التونسية بقسم الأصوات وهناك قابلت السيد عبد الرحمن العيادي الذي لحّن معظم أغانيها فيما بعد. انت ذكرى معروفة بقوة صوتها وإمكانياتها لأداء جميع أنواع الأغاني بما فيها القصائد والموشحات والأغاني الطربية.

### في تونس
خلال العشرة سنوات في تونس قبل انتقالها لمصر، صدر لها 30 أغنية 28 منها من ألحان عبد الرحمن العيادي اشهرها: لمن يا هوى ستكون حياتي وكيف سأعرف ما هو آتي؟، حبيبي طمن فؤادي، إلى حضن أمي يحن فؤادي، ودعت روحي معاه من يوم ما ودعني.
و في سنة 1987 شاركت بمهرجان الأغنية التونسية وحلت في المركز الثالث بأغنية «حبيبي طمن فؤادي».وفي سنة 1990 حصل خلاف بينها وبين عبد الرحمن العيادي الذي كان خطيبها آنذلك بسبب احتكاره لصوتها ورفضه أن يقوم شخص آخر غير بالتلحين لها، لذلك تركته وانضمت لمجموعة زخارف عربية وكانت آخر محطاتها في تونس قبل أن تهاجر.

### رحلة التعلم في سوريا
في سنة 1986م سافرت ذكرى إلى سوريا لتتعلم أصول الغناء والموسيقى برفقة خطيبها الملحن عبد الرحمن العيادي الذي رافقها بآلة العود وفي يوم
وعلى أنغام أغاني كوكب الشرق عند تواجد الملحن خليفة الزليطني الذي كان يبحت عن صوت لأداء أعماله الغنائية
وكانت ومن كلمات الأستاذ عبدالله منصور. عرض عليها أربعة أغاني ومن أشهرها..حبي النقي.. وأبحرت. وتم تسجيلها باستوديوات دمشق
وسرعان ما تم تصوير الأعمال من بعدها انطلقت في السوق الليبي وتواردت عليها الأعمال والتسجيلات.

### في المغرب
في سنة 1990 وأثناء تواجدها في المغرب، وافقت على تسجيل عمل غنائي لفنان الملحن محمد حسن الذي كان يعد لسهرة مغاربية في الخيمة الغنائية وغنت ذكرى عليا ادّلل، ومتفرقات في تونس ومن المغرب غنت الفنانة فطيمة ومن موريتانيا الفنانة بنت المداح والفنان فتحي أحمد والفنان محمد حسن مصحوبة بفرقة موسيقة مغربية وإيقاع الفنان الليبي محمد شعيب وأخرج السهرة المغاربية تحت الخيمة الغنائية محمد الهمالي وتم بثها مباشرة من الدار البيضاء في المغرب. وذاع صيتها لفترة طويلة.

### في ليبيا
مكثت فترة في ليبيا وأصدرت العديد من الأغاني التي كتبها وألحنها شعراء وملحنون ليبيون منهم محمد حسن، وعلي الكيلاني، وعبد الله محمد منصور، وسليمان الترهوني. وكان آخر ألبوم لها صدر في ليبيا كان "نفسي عزيزة" عام 2003 من تأليف الشاعر الترهوني وفاز بأفضل أداء وكلمات في مهرجان شرم الشيخ في مصر.

### في مصر
بعد مشوارها الغنائي في ليبيا انتقلت ذكرى لتونس وبعدها هاجرت إلى مصر لتبدأ منها شهرتها في الوطن العربي. قوة صوتها جعلت العديد من كبار ملحنين مصر يسعون للتعاون معها منهم صلاح الشرنوبي وحلمي بكر، من أشهر أعمالها بالللهجة المصرية : وحياتي عندك، مش كل حب، الأسامي، الله غالب، يا عزيز عيني، كل اللي لاموني، يوم عليك، بحلم بلقاك، ما بنتكلمش، تبعد عني، فرصة أخيرة.
في مصر التقت بالموسيقار هاني مهنا الذي انتج لها ألبومين وهما (وحياتي عندك) عام 1995 وحقق نجاحًا في الوطن العربي، ثم أنتج لها ألبوم (أسهر مع سيرتك) في سنة 1996 الذي لم يلق النجاح المطلوب بسبب عدم توفير الدعاية اللازمة. في عام 1997 صدر لها البوم من إنتاج ميجا ستار يحمل اسم (الأسامي)، وفي سنة 2000 أصدرت ألبوم (يانا) من إنتاج فنون الجزيرة، أما آخر ألبوم صدر لها باللهجة المصرية فكان سنة 2003 بعنون (يوم ليك ويوم عليك) حيث سبق موعد صدوره وفاتها بثلاث أيام فقط!

### في الخليج
أدت ذكرى اغنيات بأكثر من لهجة منها الخليجية، بل وغالبا ما يقع اعتبارها أفضل صوت عربي غنى باللهجة الخليجية، وقد وقع اختيارها مرات عديدة كأفضل مطربة خليجية، رغم أنها تونسية الأصل. وقد تسبب نجاحها الخليجي في توجه العديد من المطربين والمطربات العرب لإنتاج أعمال غنائية خليجية. اصدرت العديد من الالبومات الخليجية منها: التلاقي (1997)، ذكرى 1 (1998)، ذكرى 2 (2002)، ذكرى 3 (2003)، وش مصيري (2003)، أغاني أعجبتني (2004)، وتبقى ذكرى (2004).
كما غنت العديد من الديوهات مع العديد من الفنانين الخليجين مثل طلال مداح في أغنية (ابتعد عني) ومع أبو بكر سالم في أغنية (يا مشغل التفكير) ومع محمد عبده في أغنية (حلمنا الوردي) عام 2003، ومع الفنان عبد الله الرويشد في أغنية (مافقدتك) التي صدرت بعد وفاتها.
من أشهر أعمالها في الخليج: يامشغل التفكير، ياللي ملكت الروح، إلين اليوم لحن طلال مداح، فزيت، ما فيني شي، شهر، ألف عمر، هذا أنا، أطفال، قالها، يا حب، أجيلك شوق، وش أخباري، وينك أنت، هذا أنت، علمني الحب، ابتعد عني، غايب، أحبك موت، المسافر، لاتفكر.

## مقتلها
بحسب التحريات التي أجرتها الشرطة المصرية توفيت ذكرى يوم الجمعة 28 نوفمبر 2003 بعد أن أطلق زوجها المصري رجل الأعمال أيمن السويدي النار عليها في منزلهما بالقاهرة وانتحر بعد ذلك، أصدر فريق الأطباء الذي فحص جثة المغنية التونسية ذكرى تقريرًا طبيًا بعد الانتهاء من تشريح الجثة يفيد بأنها أصيبت بـ 26 رصاصة في جميع أنحاء جسدها وبقيت على قيد الحياة لمدة 15 دقيقة فقط. الضحيتان الأخريان للجريمة هما سكرتيرة ذكرى التي أصيبت بـ 22 طلقة بينما تلقى مدير أعمالها 18 رصاصة أدت لمقتله أيضا. كما ذكر تقرير التشريح أيضاً أن زوج ذكرى الذي انتحر بعد قتل الضحايا الثلاثة أطلق النار على نفسه بوضع البندقية في فمه مما أدى إلى وفاته على الفور. كما تم الكشف عن أن البندقية التي استخدمت لقتل الضحايا الثلاث تختلف عن البندقية التي استخدمها زوج ذكرى لقتل نفسه.
نجت من هذه المذبحة بأعجوبة صديقة ذكرى الممثلة كوثر رمزي والتي كانت شاهدة على حادث مقتل ذكرى، إذ حضرت إلى منزلها في حي الزمالك بالعاصمة المصرية القاهرة في يوم الجمعة إلا ان أيمن السويدي طردها من الشقة فور وصوله بطريقة مهينة، وفق تصريحاتها في لقاء تلفزيوني مع الإعلامية المصرية هالة سرحان، وأنها في صباح اليوم التالي صدمت من خبر مقتل صديقتها على يد زوجها.
نقل جثمان ذكرى من مصر إلى تونس على متن طائرة خاصة تابعة لشركة طيران الأقصر استأجرتها قناة روتانا الغنائية الفضائية المملوكة للأمير الوليد بن طلال، بعد أن رفضت اسرتها دفنها في القاهرة، ورافق الجثمان شقيقة المطربة ذكرى وعدد كبير من الفنانين المصريين والعرب وفي مقدمتهم الملحن هاني مهنا الذي اكتشفها بالإضافة إلى كل من أنغام، لطيفة، لطفي بوشناق، هالة صدقي، فيفي عبده، صابر الرباعي، هند صبري، حلمي بكر، خالد النبوي، حميد الشاعري، إيهاب توفيق، كما مثلت الإعلامية هالة سرحان قناة روتانا في الجنازة. دفن جثمانها في مقبرة سيدي يحيى في تونس بجانب قبر والدتها التي توفيت قبلها ب 8 سنوات.

## حياتها الخاصة
لدى ذكرى ثمانية أشقاء وهم: توفيق، محسن، السيدة، سلوى، الحبيب، هاجر، كوثر ووداد. وترتيب ذكرى هو السابعة في العائلة.

## أعمالها الفنية

### الألبومات
- 1995: وحياتي عندك- إنتاج جولدن كاسيت (هاني مهنى)
- 1996: أسهر مع سيرتك- إنتاج جولدن كاسيت (هاني مهنى)
- 1997: الأسامي- إنتاج ميجا ستار
- 1997: التلاقي 2- إنتاج روتانا
- 1998: ذكرى 1 (قالها)- إنتاج فنون الجزيرة
- 2000: يانا (الله غالب)- إنتاج فنون الجزيرة
- 2001: ذكرى 2(ماشي الحال) إنتاج فنون الجزيرة
- 2002: شن درنالك إنتاج ميجاستار
- 2003: ذكرى 3 (الجرح) إنتاج فنون الجزيرة
- 2003: نفسي عزيزة- إنتاج ميجاستار
- 2003: ذكرى تغني أم كلثوم- إنتاج ميجاستار
- 2003: وش مصيري- إنتاج فنون الجزيرة
- 2003: يوم عليك- إنتاج روتانا
- 2004: أغاني أعجبتني- إنتاج فنون الجزيرة (مشترك مع ثامر التركي) صدر بعد وفاتها.
- 2005: وتبقى ذكرى- إنتاج فنون الجزيرة ( صدر بعد وفاتها).

### أغاني فردية
- 1997: يا مشغل التفكير- دويتو مع أبو بكر سالم
- 1997: يا هاجري
- 1999: أوبريت «أماه»- مع الفنان علي الحجار.
- 2000: نحلم إيه- دويتو مع أنغام
- 2001: طب كنت أقولها
- 2001: ولا عارف- دويتو مع إيهاب توفيق
- 2001: أوبريت مليك القلوب مع فنانين آخرين بمناسبة مرور 20 عامًا على تولي الملك فهد بن عبد العزيز آل سعود مقاليد الحكم.
- 2003: الأسمرانية
- 2003: حلمنا الوردي- دويتو مع محمد عبده
- 2003: بغداد لا تتألمي- أوبريت مع فنانين آخرين.
- 2004: سكون الغرام
- 2006: ما علينا منهم (صدر بعد وفاتها)
- 2007: ما فقدتك- دويتو مع عبد الله الرويشد
- بدري بدري (أغنية جزائرية من ألحان الملحن الفرنسي الشهير رولون رومانيلي الذي سبق أن لحٌن للنجمة الكندية سيلين ديون).
- مين يجرأ يقول. أغنية محظورة

### الأغاني المصورة
- 1995: حبك عجب.
- 1995: يا خوفي.
- 1995: وحياتي عندك.
- 1995: ارجعلي.
- 1995: مش كل حب.
- 1996: أنا زي زمان
- 1997: الأسامي.
- 1997: كل اللي لاموني.
- 1997:الحلم العربي.
- 1997: إلين اليوم.
- 1998: قالها.
- 1999: المحبة
- 2000: نحلم إيه مع أنغام.
- 2000: الله غالب.
- 2000: أوبريت يا أمتي.
- 2001: ولا عارف مع إيهاب توفيق.
- 2002: الجرح.
- 2002: أطفال.
- 2003: يوم عليك.
- 2003: علمني الحب
- 2004: بحلم بلقاك (صورت بعض أغنية قبل وفاتها وتمنتجت لتظهر كشكل روح في الكليب بعد وفاتها)
- 2004: لو يا حبيبي (صورت بعض أغنية قبل وفاتها وتمنتجت لتظهر كشكل روح في الكليب بعد وفاتها)
- 2005: يا دار (مقتطفات من كليباتها السابقة)

### أخرى
- 2001: هاي كواليتي الجزء الثامن - وهو ألبوم غنائي بالاشتراك مع عدد من الفنانين العرب، غنت ذكرى في الألبوم أغنية بعنوان (طب كنت قولها) من كلمات وليد سعد.[15]